# 王玉純
王玉純（1978年7月30日—），中華民國台灣環境工程及環境風險評估研究學者，桃園市第二屆及第三屆環評委員，曾任中原大學生物環境工程學系助理教授、中原大學環境保護暨安全衛生中心環安組組長以及中原大學環境工程學系副教授，現任中原大學校務研究暨永續發展處處長、環境工程學系教授以及中央研究院環境變遷研究中心合聘研究員。

## 學經歷
中華民國國立臺灣大學環境衛生博士

## 研究領域
環境流行病研究

環境健康風險評估

環境統計

統計學應用環境流行病、環境對人體健康及健康風險評估

統計學於環境工程、生物醫學領域之應用

## 研究興趣
⑴氣候變遷極端溫度與國人慢性病健康風險與經濟損失分析

⑵氣候變遷與傳染病風險預警分析系統建置-東亞跨國研究 

⑶空氣污染物大氣擴散模式與健康風險 

⑷環境持久性污染物及重金屬數據解析及污染來源分析 

研究著重於大氣環境與疾病風險之關聯分析，傳染病疾病風險分析如腹瀉、傳染性胃腸疾病、腸病毒感染/併發疾病、眼病/結膜炎、皮膚病和流感。此外，研究亦評估臺灣人於極端溫度事件(熱浪和寒冷天氣)下於不同溫度指標之慢性病死亡率與疾病就醫風險。近年則致力於將研究成果轉化為實際應用面並與公部門進行銜接，將健康風險相關研究由歷史數據面擴展到即時預警與應用，如採用氣象局鄉鎮預報、季節性和長期預報天氣數據資料，將氣象風險結果有效應用於氣候服務之公共衛生領域中。2017年至2020年主要研究項目為使用2300萬人口之統計數據與保險系統進行評估，研究不同區域環境之性別年齡分層以及特定疾病(超過100種疾病類別)之溫度健康風險相關性。亦評估了空氣污染物與緊急救護資料之小時時間尺度的風險相關性。自2020年起執行貝蒙計畫AWARD-APR，此為一全球整合計畫，評估臺灣、印度、中國、越南、尼泊爾、印尼及孟加拉在極端天氣事件下聖嬰現象與腹瀉死亡率和發病率之間的關聯，將開發季節性的預警系統並推動腹瀉風險教育計劃，將其成果推廣至全球。過去亦也協助索羅門群島建置類登革熱預警系統，有助於強化全球夥伴關係協助第三世界國家發展。

## 國際合作及國際鏈結
1. 亞太地區腹瀉傳染病預警系統 https://www.award-apr.org/ （页面存档备份，存于） 。
2. Steering Committee in Future Earth Health Knowledge-Action Network https://futureearth.org/networks/global-research-networks/health/ （页面存档备份，存于） 。

## 知名著作
1.“氣候變遷下溫度的健康衝擊與調適” , 氣候變遷與健康調適 , 長榮大學 , 2016 .

2.“氣候變遷衝擊與調適:公共衛生與健康” , 氣候變遷環境教育訓練教材 , 國家圖書館 , 2015 , 978-986-04-2670-0 .

3.“氣候變遷與人體健康” , 環境衛生學 , 中國醫藥大學 , 2009 , 978-986-6778-19-3 .

## 新聞事件
2016年，王玉純教授透過蘋果日報與壹週刊提出國人「應付低溫的能力會依地區有所不同，而且冷季效應也比較久，可以長達20天，溫度變化與心血管疾病死亡較有相關」等觀點。。
2017年5月16日，索羅門國立大學(SINU)代理校長Basil Marasinghe接待中原大學王玉純教授與中央氣象局訪問團，討論如何加強兩國科學之合作。
2021年11月3日，自由時報報導「極端溫度影響健康 學者：臺北耐熱能力較中南部佳」，其中引述王玉純教授於臺灣科技媒體中心「極端溫度對人體健康影響」線上座談會發表之觀點，表示國內外研究都有發現，極端氣候對健康影響，會讓心血管疾病、呼吸道疾病的風險增加，而臺灣比較特殊的是腎臟疾病風險也非常高。而臺灣在低溫時健康風險影響較大、高溫較小，而臺北因為熱島效應，耐熱能力較中南部佳。。
2022年7月14日，遠見雜誌發表專欄「氣候變遷掀全球熱浪，「熱死人」恐成新常態？」，其中引述王玉純教授於臺灣科技媒體中心「極端溫度對人體健康影響」線上座談會發表之觀點，表示氣候變遷對人體健康的影響機制，已經不是單一風險，而是複合式風險。極端高溫也影響呼吸道及心血管相關疾病之死亡率，像是空氣污染及懸浮微粒等，均被證實與呼吸道疾病及心臟血管疾病發病風險增加有關。甚至連氣候災難如何對心理造成創傷等研究，均成為近年國際關注範疇。
2022年8月25日，工商時報報導於同年8月21日由國際氣候發展智庫ICDI與美國在台協會AIT、美國創新中心AIC、國泰金控、國立臺灣大學生物多樣性研究中心、松山文創園區共同舉辦之「2022臺灣氣候行動系列專題演講 feat. 氣候新解方論壇」，王玉純教授其中分享氣候與健康的重要性，強調健康能提升福祉的感受度。地球健康，人才會健康。